# DGB Bildungswerk Bayern
Das Gemeinnützige Bildungswerk Bayern des Deutschen Gewerkschaftsbundes e. V., kurz DGB Bildungswerk Bayern, ist ein gemeinnütziger eingetragener Verein. Es wurde 1974 mit der Verabschiedung des Erwachsenenbildungs- und Förderungsgesetzes in Bayern (EbFöG) gegründet und ist seit dieser Zeit einer der sieben staatlich anerkannten Träger der Erwachsenenbildung auf bayerischer Ebene.

## Geschichte
Am 24. April 1974 fand nach mehrfachen Beratungen des DGB Landesbezirksvorstandes Bayern die Gründung des DGB Bildungswerks Bayern statt. Es folgte der Bildung des DGB Bildungswerks auf Bundesebene (DGB Bildungswerk BUND) im Mai 1972. Es hatte die Aufgabe, die regionale Bildungsarbeit der Gewerkschaften in Bayern zusammenzufassen. Die sollte vor allem die Organisation als Träger auf Landesebene im Rahmen der Arbeitsgemeinschaft der Erwachsenenbildungsträger in Bayern (AGEB) ermöglichen. Insofern gab und gibt es keinerlei strukturelle Verflechtungen mit Düsseldorf. Aus der Niederschrift der ersten Mitgliederversammlung vom 3. Oktober 1974, in der satzungsrechtliche und finanzpolitische Fragen geklärt wurden, ergibt sich ein einstimmiger Beschluss zum Vereinszweck. Dieser lautet: „Der Verein fördert die in ihm vertretenen Gliederungen und Mitglieder in ihrem gemeinsamen Bestreben, Arbeitnehmer zu selbständigem Urteil, zur Sicherung ihrer materiellen Existenz und zur Mitarbeit in der Gesellschaft befähigen. Er fördert die Kooperation zwischen verschiedenen Bildungsträgern im Sinne des Bayerischen Erwachsenenbildungsgesetzes und dient der internationalen Verständigung.“

### Anfangsphase
Zunächst sollte das DGB Bildungswerk Bayern die verschiedenen Angebote der Gewerkschaften im Sinne der Erwachsenenbildung erfassen und in einem gemeinsamen Bildungsprogramm darstellen – nicht nur im Sinne einer öffentlichen Finanzierung, sondern auch im Interesse der Gewerkschaften daran, flächendeckend ein Angebot bereitzuhalten und ggf. in schwachen Bildungsregionen unterstützend tätig zu werden. Besonderes Augenmerk lag in dieser Zeit auf der Kulturarbeit. Für verschiedene Einzelgewerkschaften war es darüber hinaus die Organisation, die in Bayern Seminare mit der Möglichkeit eines Bildungsurlaubs anbieten konnte. Dies war auch deshalb wichtig, weil es in Bayern selbst keine entsprechenden gesetzlichen Grundlagen gab und gibt. Im weiteren Verlauf unterlag das DGB Bildungswerk Bayern einem „naturwüchsigen Entwicklungsprozess“, in dessen Verlauf es zur Serviceeinrichtung der Mitgliedsorganisationen wurde. Ein immer wiederkehrendes Thema waren dabei methodisch-didaktische Fragen in Bezug auf die Zielgruppe der Arbeitnehmer.

### Gründung von Außenstellen
Die methodisch-didaktischen Setzungen hatten, gekoppelt mit dem Anspruch auf regional tätige Referenten, hohe Ansprüche bezüglich der Qualifikation der ehren- und hauptamtlichen Referenten. Insofern war deren Weiterbildung ein beständiges Anliegen, das beispielsweise in Form eines Bildungsreferenten-Kongress befriedigt wurde. Daneben wurden Schwerpunktthemen des DGB vermittelt und auch bildungspolitische Entwicklungen der Gewerkschaften reflektiert. Beginnend mit der Gründung der Außenstelle Pfronten 1992 ist im Laufe der Zeit vor allem die Durchführung von Seminaren für betriebliche Interessenvertreter in den Fokus gerückt. Um die vermehrten Seminare und Tagungen – vor allem für Betriebsräte – organisatorisch zu bewältigen, wurden Zug um Zug in den bayerischen Regierungsbezirken Außenstellen eingerichtet, die in enger Zusammenarbeit mit den Gewerkschaften und den DGB Regionen vor Ort diese Organisation leisteten. Das galt zunächst für fast alle Organisationsbereiche, d. h., es wurden viele Seminare im Auftrag von Einzelgewerkschaften organisiert und abgewickelt. Die Organisationsstruktur hat sich daraufhin wesentlich verändert, was im Jahr 2000 zu einer neuen Satzung führte.

### Weitere Entwicklung
Bereits vor der Gründung von verdi organisierten die Einzelgewerkschaften zunehmend die Bildungsarbeit für betriebliche Interessenvertretungen über ihre eigenen Bildungszentren. Die verdi Gründung führte dazu, dass ein weiterer nicht unerheblicher Teil von Seminaren nun über die Strukturen des verdi Bildungswerks abgewickelt wurden. 2011 beschloss auch die Bezirksleitung der IG Metall Bayern, künftig die Kritische Akademie in Inzell mit der Schulung der betrieblichen Interessenvertretungen im eigenen Organisationsbereich zu beauftragen. Durch den abermaligen erheblichen organisatorischen Wandel und Einbruch der Zahl der Teilnehmer wurde 2011 ein neuer Businessplan für das DGB Bildungswerk Bayern erarbeitet. Dem folgte in der Mitgliederversammlung im September 2012 eine entsprechend angepasste Satzung.

## Struktur und Aufgabe

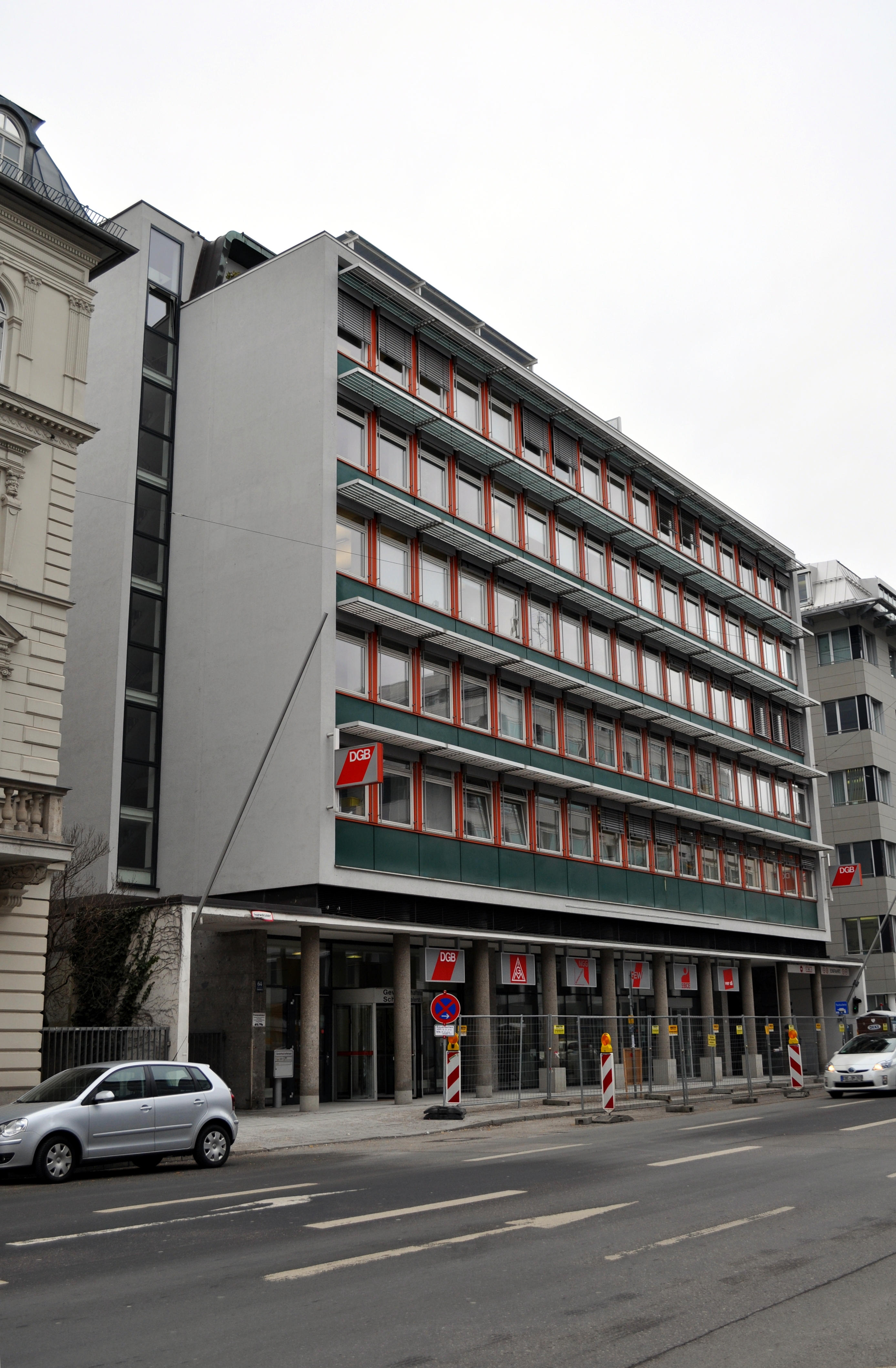
Das Münchner Gewerkschaftshaus. Hier hat das DGB Bildungswerk Bayern seinen Sitz.

Als juristisch eigenständige Person ist das DGB Bildungswerk Bayern eine gegenüber dem DGB-Bezirk Bayern und vor allem den Einzelgewerkschaften autonome Organisationseinheit. Dies ist eine Voraussetzung, um als gewerkschaftlicher Bildungsanbieter Seminare nach § 37.6 BetrVG durchführen zu können. Die Aufgaben werden formell durch die Satzung und das „Erwachsenenbildungs- und Förderungs Gesetz“ in Bayern (EbFöG) bestimmt. Dabei bleibt das DGB Bildungswerk inhaltlich den gewerkschaftlichen Positionen in Bayern verpflichtet.

### Aus- und Fortbildung betrieblicher Interessenvertreter
Das ökonomisch wichtigste Standbein des DGB Bildungswerks Bayern ist die Aus- und Fortbildung betrieblicher Interessenvertretungen. Diese wird über das zentrale Bildungsprogramm branchenübergreifend angeboten. Besonders im Fokus stehen dabei die drei Schwerpunkte Ökonomie, Nachhaltigkeit und Gesundheitsschutz. Die Angebote richten sich dabei auch an nicht gewerkschaftlich organisierte Betriebs- und Personalräte. Insofern steht das zentrale Bildungsprogramm allen offen. Die Aus- und Fortbildung umfasst in diesem Bereich auch Kongresse zu Themen betriebs- und personalrätlichen Handelns.

### Erwachsenenbildung in Bayern
In der Funktion als staatlich anerkannten Träger der Erwachsenenbildung obliegt dem DGB Bildungswerk Bayern vor allem die Aufgabe, die Angebote gewerkschaftlicher Bildungsarbeit in Bayern zu fördern, aber auch zu koordinieren, pädagogisch zu begleiten und zu dokumentieren (Statistik).

#### Politische Bildungsangebote für Arbeitnehmer

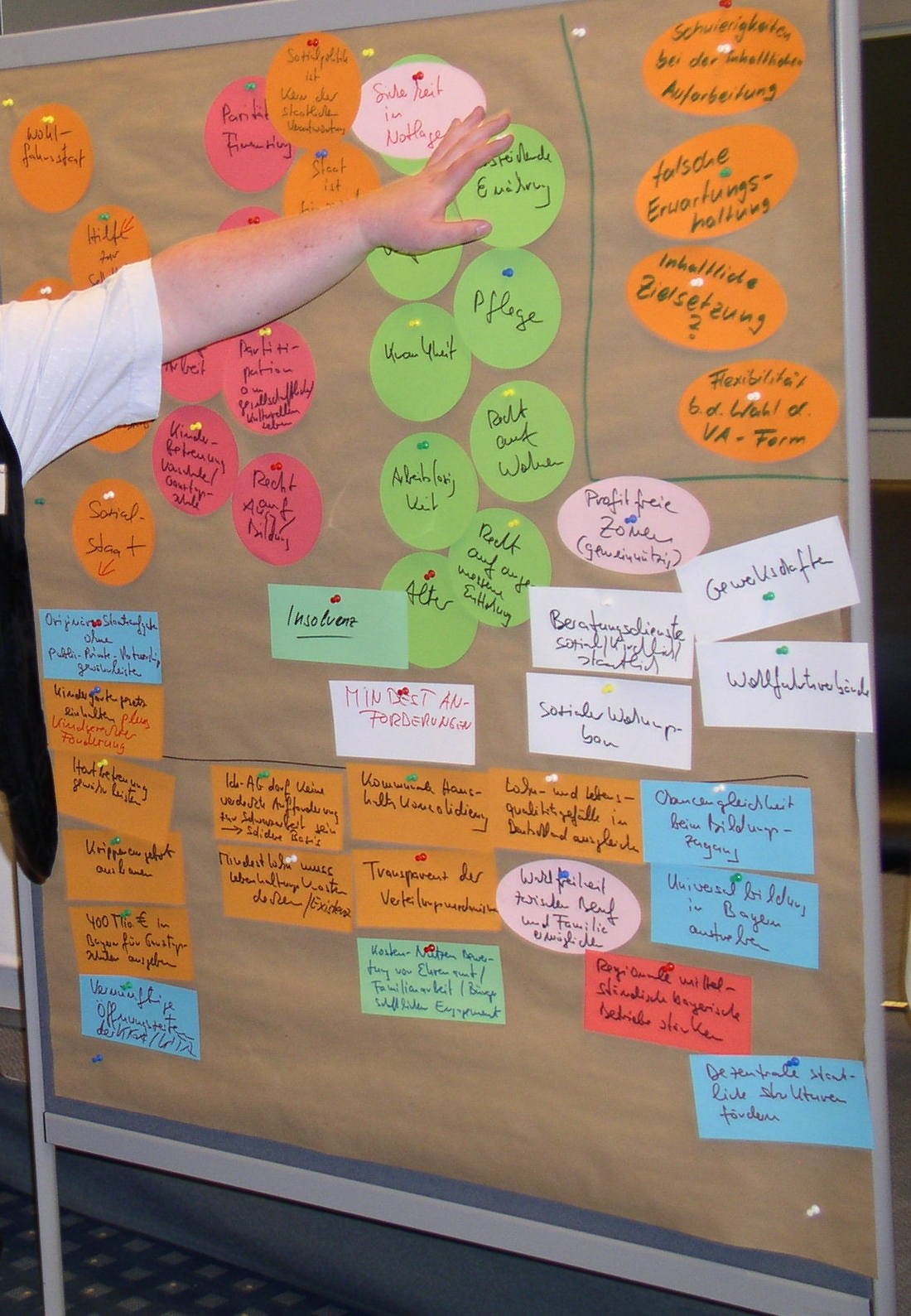
Pinnwand mit Metaplankarten als Ergebnis einer Arbeitsgruppe eines Kongresses des DGB Bildungswerks Bayern in Nürnberg

Die Erwachsenenbildung des DGB Bildungswerks hat als spezielle Zielgruppe die Arbeitnehmer in Bayern. In diesem Kontext stehen vor allem die Angebote der DGB Regionen und Kreisverbände, die sich an die Öffentlichkeit richten und Themen aus Arbeitnehmersicht aufbereiten.
Die Angebote des DGB Bildungswerks Bayern sind grundsätzlich politische Bildungsangebote. Speziell zu den Themenbereichen Aufklärung über die Verbrechen des NS-Regimes und Kampf gegen Neofaschismus gibt es bayernweit, oft in Kooperation mit anderen zivilgesellschaftlichen Organisationen, ein Angebot an politischer Bildung. Gleiches gilt für Positionen zu aktuellen politischen Entwicklungen, da sich das DGB Bildungswerk auch der Aufklärung und Demokratiebildung verpflichtet fühlt. Die politische Erwachsenenbildung des DGB Bildungswerks Bayern verfolgt dabei das Ziel, den kulturellen Anspruch der einzelnen Arbeitnehmer stärker zu betonen.

#### Einbindung in die AGEB
Als einer der sieben staatlich anerkannten Erwachsenenbildungsträger in Bayern ist das DGB Bildungswerk Mitglied der „Arbeitsgemeinschaft der Erwachsenenbildungsträger in Bayern“ (AGEB). In diesem Kontext gibt es Kooperationen mit den Bildungseinrichtungen anderer anerkannter Bildungsträger wie beispielsweise dem Bayerischen Volkshochschulverband (BVV) oder den kirchlichen Trägern auf Landesebene, wie die Katholische oder Evangelische Erwachsenenbildung (KEB oder AEEB) in Fragen sozialethischer Positionierungen.

#### Öffentlich geförderte Projekte
Von 1997 bis 2010 waren beim DGB Bildungswerk Bayern die beiden staatlich geförderten Projekte zur „Vorbereitung für die Nachholung des Hauptschulabschlusses“ in Passau und Deggendorf angesiedelt. Diese gingen zurück auf Mittel aus der „Offensive Zukunft Bayern – Arbeitsmarktfonds“, den Beschäftigungspakt Bayern von 1996. Die ursprünglich dafür staatlicherseits aufgewandten Mittel in Höhe von 2 Millionen DM wurden aus Privatisierungserlösen des Freistaates Bayern genommen, von denen ein nicht unerheblicher Teil in verschiedene Bildungs- und Innovationsmaßnahmen floss. Die Initiierung der Projekte ging dabei auf einen Antrag der Erwachsenenbildungsträger in Bayern zurück. Die Verteilung auf die Standorte erfolgte im Einvernehmen mit der AGEB und betraf auch die anderen Erwachsenenbildungsträger in Bayern. Vermittelt wurden Schlüsselqualifikationen bei einer möglichst individuellen Förderung.

### Bildungsprogramm München

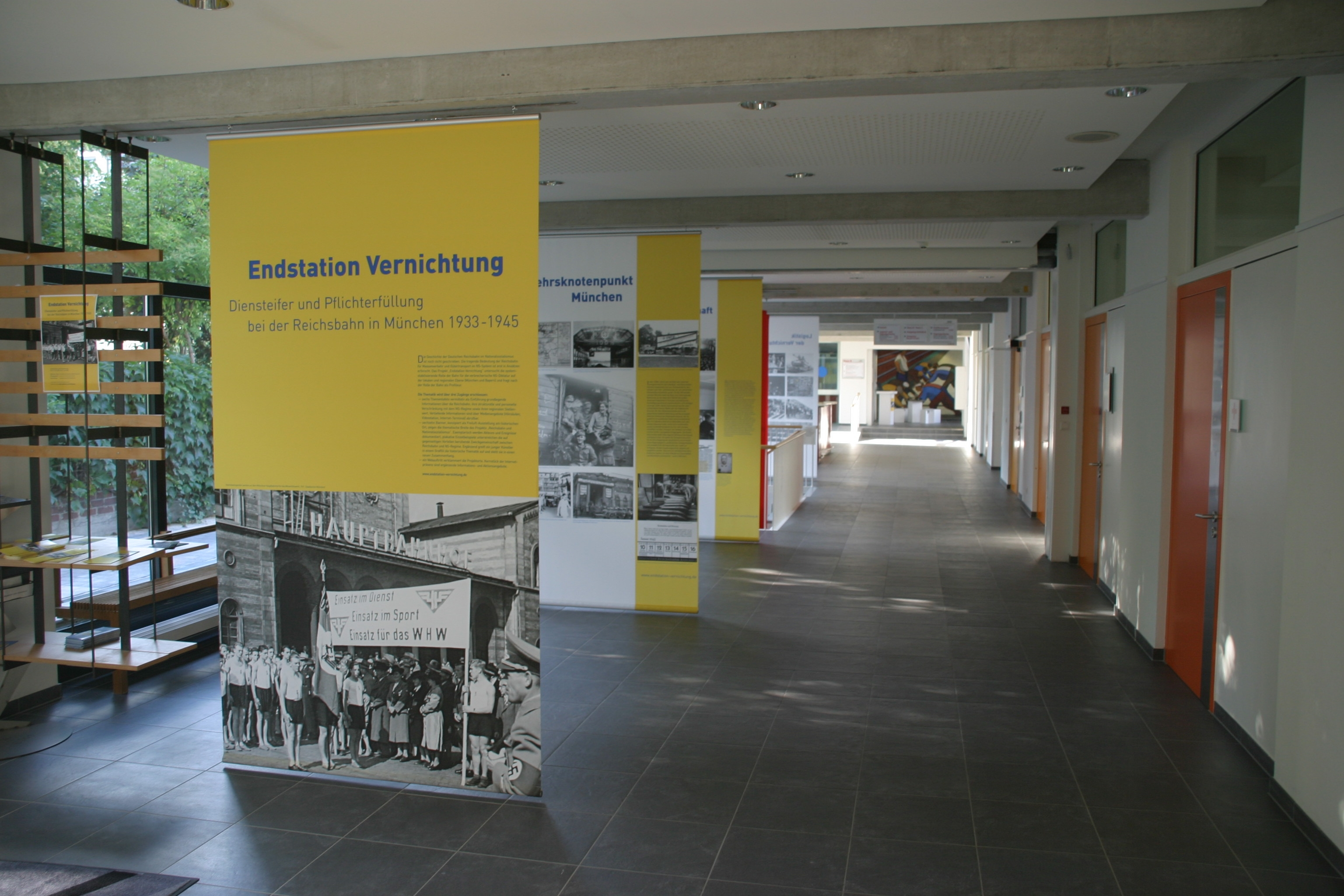
Im Rahmen eines Kooperationsprojektes des DGB Bildungswerks München und Bayern wurde 2009 im Tagungstrakt des Münchner Gewerkschaftshauses die Ausstellung „Endstation Vernichtung. Diensteifer und Pflichterfüllung bei der Reichsbahn in München 1933–1945“ gezeigt.

Das Münchenprogramm des DGB Bildungswerks Bayern geht in seinen Ursprüngen auf die Zeit nach dem Nationalsozialistischen Regime und die Befreiung durch die amerikanischen Truppen zurück. Ein Teil der Politik der Reeducation war es, eine staatsferne und plurale Bildungsarbeit aufzubauen. Auch in München wurden im Laufe der Zeit viele konfessionelle und freie Träger der Bildungsarbeit zugelassen.
Das Münchenprogramm ist als DGB Bildungswerk München an die Strukturen der DGB Region München gekoppelt und im originären Sinn der gewerkschaftlichen Bildungsarbeit verpflichtet. Mit der Übernahme einer anteiligen Finanzierung des offenen Programms durch das Kulturreferat der Landeshauptstadt München wurde eine bundesweit einmalige Möglichkeit geschaffen, den Bürgern in München ein gewerkschaftliches Bildungsprogramm anzubieten.
Im Zuge einiger Organisationsreformen seitens des DGB wurde es schwieriger, personell dafür zu sorgen, dass das Münchenprogramm fortgeführt werden konnte. So wurde es in den 2000er Jahren in das DGB Bildungswerk Bayern integriert. Die inhaltliche Verantwortung des Programms liegt dabei weiterhin beim Kreisverband München und den Münchner Einzelgewerkschaften.

#### Arbeit und Leben München
Im Rahmen der örtlichen Arbeitsgemeinschaft Arbeit und Leben München ist das DGB Bildungswerk München mit seinem Münchenprogramm Kooperationspartner der Münchner Volkshochschule für politische Bildung. Gefördert wird auch die Arbeitsgemeinschaft und ihr Programm durch das Kulturreferat der Landeshauptstadt München. Dabei handelt es sich ebenfalls um ein offenes Bildungsprogramm für alle Münchner. Das Programm soll aktuelle politische und gesellschaftliche Fragen thematisieren. Zentral ist aber auch die kritische Auseinandersetzung mit der Zeit des Nationalsozialismus in München.

#### Stadtteilrundgang „Das andere München“
Die Stadtrundfahrt „Das andere München“ gilt als Prototyp politischer bzw. alternativer Stadtteilrundgänge und ihm folgten vor allem im Fremdenverkehr spezifische Angebote von Stadtrundgängen und -exkursionen. Die dazu erstellte Broschüre wurde in einer zweiten Auflage vollständig erneuert. Der Stadtteilrundgang wird in Kooperation mit der örtlichen Arbeitsgemeinschaft Arbeit und Leben München angeboten. Zusätzlich wurde eine Stadtrundfahrt „Frauenleben und Frauenbewegung in München“ nach diesem Prinzip konzipiert und angeboten. Daneben gibt es thematische Stadtteilführungen. Die meisten Vortragsveranstaltungen im Rahmen des Programms finden im Münchner Gewerkschaftshaus statt.

#### Münchner Skizzen
Mit den Münchner Skizzen gab das DGB Bildungswerk München 1997 eine Schriftenreihe anlässlich der Ausstellung „Acht Stunden sind kein Tag – Geschichte der Gewerkschaften in Bayern“ in der Bayerischen Staatskanzlei heraus. Diese Reihe wurde, analog einer Geschichtswerkstatt, als spezifischer Beitrag historischer und politischer Bildung im Rahmen der gewerkschaftlichen Bildungsarbeit in München gesehen. Einige Titel daraus:
- Michael Kühn: Münchner Arbeitersekretariat. Band 1
- Günther Gerstenberg: Trümmer, Hunger, Solidarität. Gewerkschaften in München von 1945 bis 1950. Band 2
- Ingelore Pilwousek (Hrsg.): In der vereinten Kraft muß unsere Stärke liegen. Münchner Gewerkschafterinnen erzählen aus ihrem Leben. Band 8
- Georg Ledig (Hrsg.): Mit ganzer Kraft für den Erfolg. Münchner Gewerkschafter berichten aus ihrem Leben. Band 9

## Organisatorisches
Das DGB Bildungswerk Bayern hat neben der Zentrale in München weitere Büros, um die regionale Bildungsarbeit zu unterstützen. Ein wesentlicher Anteil der Bildungsarbeit, insbesondere der politischen Bildungsarbeit wird über die verschiedenen DGB Regionen bzw. Kreisverbände, welche ehrenamtliche Mitglieder sind, sowie die Mitgliedsgewerkschaften als Anbieter erbracht.

### Mitglieder
Die Vereinsmitglieder sind der DGB-Bezirk Bayern, die ihm angehörenden Gewerkschaften sowie das bfw in Bayern.

### Organe des DGB Bildungswerks Bayern
Das DGB Bildungswerk Bayern hat folgende satzungsgemäße Organe:
- Mitgliederversammlung
- Vorstand
- Revision

### Leitbild
In seinem Leitbild verpflichtet sich das DGB Bildungswerk Bayern, als gemeinsamer Bildungsträger des DGB Bayern und seiner Mitgliedsgewerkschaften, zu einem offenen und pluralen Bildungsprogramm für Arbeitnehmerinnen und Arbeitnehmer in Bayern. An erster Stelle soll dabei ihre Fähigkeit gefördert werden, ein Bewusstsein für die eigenen Interessen und Rechte zu entwickeln, um durch gemeinschaftliches Handeln die berechtigte Teilhabe in der Gesellschaft zu sichern.